# منطقه زیگینچور
منطقه زیگینچور (به فرانسوی: Ziguinchor Region) یکی از منطقه‌های کشور سنگال است که ۷٬۳۵۲ کیلومترمربع مساحت و ۵۲۳٬۸۴۰ نفر جمعیت دارد.